# Andrée-Anne Gratton
Pour les articles homonymes, voir Gratton.
Andrée-Anne Gratton, née à Montréal en juillet 1956, est une écrivaine pour la jeunesse.
Son premier roman, Le message du biscuit chinois, est publié en 1998 aux Éditions du Boréal. Ce premier tome de la série Hugo a été en nomination, en 1999, pour le prix du Gouverneur général en littérature jeunesse. Elle a aussi publié plusieurs romans aux Éditions Pierre Tisseyre, FouLire, Soulières éditeur, et des albums, dont Alexis, chevalier des nuits (Éd. Les 400 coups), qui lui a valu d'être finaliste au Prix du livre Mr. Christie 2002. Son récit Le monstre du lac a été l'histoire mensuelle préférée des lecteurs de J'AIME LIRE, édition canadienne, pour l'année 2001-2002.

## Œuvres
- Le message du biscuit chinois, roman, série Hugo, Éd. du Boréal, 1998
- Hugo et les Zloucs, roman, série Hugo, Éd. du Boréal, 2000.
- Chasseurs de goélands, roman, série Hugo, Éd. du Boréal, 2001.
- Alexis, chevalier des nuits, album illustré par Pascale Constantin, Éd. Les 400 coups, 2001.
- Le mystère des nuits blanches, roman, coll. Sésame, Éd. Pierre Tisseyre, 2001.
- Simon et Violette, roman, coll. Sésame, Éd. Pierre Tisseyre, 2001.
- Le trésor de Zanlepif, roman pour les jeunes de 8 à 12 ans, série Hugo, Éd. du Boréal, 2002.
- "Le monstre du lac", J'AIME LIRE, Bayard Canada, no.150, juin 2002.
- Le secret de Simon, roman, coll. Sésame, Éd. Pierre Tisseyre, 2003.
- Un espion dans la maison, roman, coll. Sésame, Éd. Pierre Tisseyre, 2004.
- Pas de caprices, Alice, album illustré par Élise Gravel, Éd. Banjo, 2004.
- Simon, l'as du ballon, roman, coll. Sésame, Éd. Pierre Tisseyre, 2004.
- C'est l'heure d'aller au lit!, album illustré par Fil et Julie, Éd. Banjo, 2004.
- Les Affreux parents d'Arthur, album illustré par Catherine Lepage, Éd. Les 400 coups, 2004.
- Des crabes dans ma cour, coll. Sésame, Éd. Pierre Tisseyre, 2005.
- La fille du Soleil, coll.Papillon, Éd. Pierre Tisseyre, 2005.
- Le Père Noël a la varicelle, coll. Le raton laveur, Bayard Canada, 2005.
- Le monstre du lac, Bayard Canada, 2005.
- La grande peur de Simon, coll. Sésame, Éd. Pierre Tisseyre, 2006.
- Les Ontoulu ne mangent pas les livres, Éd. Les 400 coups, 2006.
- Mission Chocolat pour Simon, coll. Sésame, Éd. Pierre Tisseyre, 2007.
- Mes parents sont gentils mais tellement menteurs, Éditions FouLire, 2007.
- En pyjama, coll. Mini Rat de bibliothèque, ERPI, 2007.
- Simon et Zizou, coll. Sésame, Éd. Pierre Tisseyre, 2008.
- Un sorcier chez les sorcières, coll. Cheval masqué, Bayard Canada, 2008.
- Les folies de Jérémie, coll. Rat de bibliothèque, ERPI, 2008.
- Simon est amoureux, coll. Sésame, Éd. Pierre Tisseyre, 2009.
- Coucou, petit espion!, coll. Mini Rat de bibliothèque, ERPI, 2010.
- La princesse des champs, album illustré par Ninon Pelletier, Bayard Canada, 2010.
- Le prince de la ville, album illustré par Ninon Pelletier, coll. Le raton laveur, Bayard Canada, Montréal, 2011.
- Une mouffette dans l'ascenseur, roman, coll. Ma petite vache a mal aux pattes, Soulières éditeur, 2011.
- Simon et les grands cornichons, coll. Sésame, Éd. Pierre Tisseyre, Montréal, 2012.
- Le père Noël a la varicelle, coll. Cheval masqué, Bayard Canada, Montréal, 2012.
- Le sapin ma… a… gique, coll. Sésame, Éd. Pierre Tisseyre, Montréal, 2012.
- Mon parc, coll. Clin d'œil, Éd. de l'Isatis, Montréal, 2013.
- Mon beau sapin, album, coll. Clin d'œil, Éd. de l'Isatis, Montréal, 16 p., 2015.
- Mamie, Papi et Dafné, album, Ma bulle, Montréal, 24 p., 2015.
- La mascotte de la bibliothèque, roman, Soulières éditeur, Saint-Lambert, 96 p., 2016.
- L’enfant qui n’avait jamais vu une fleur, album, la Bagnole, Montréal, 32 p., 2017.
- L'enfant qui jouait du piano dans sa tête, album, la Bagnole, Montréal, 32 p., 2021.